# Isolde Kostner
Isolde Kostner (Bozen, 20 maart 1975) is een voormalig Italiaans alpineskiester.

## Erelijst

### Olympische Winterspelen
- Lillehammer (1994)
  - Bronzen medaille in de afdaling
  - Bronzen medaille in de super G
- Salt Lake City (2002)
  - Zilveren medaille in de afdaling

### Wereldkampioenschap
- Sierra Nevada (1996)
  - Gouden medaille in de super G
- Sestriere (1997)
  - Gouden medaille in de super G
- Sankt Anton (2001)
  - Zilveren medaille in de super G

1. ↑  https://www.quirinale.it/onorificenze/insigniti/50457; geraadpleegd op: 12 april 2020.